# Jose Uzcategui
Jose Uzcategui (* 24. Dezember 1990 in Alberto Adriani Municipality, Mérida, Venezuela) ist ein venezolanischer Boxer im Supermittelgewicht und wird von Jose Cital trainiert. Er ist ehemaliger WBO-Latino-Champion und aktueller Interimsweltmeister der IBF.

## Profikarriere
Am 16. Februar 2013 schlug Uzcategui Rogelio Medina durch einstimmigen Beschluss über zehn Runden. Noch im selben Jahr bezwang er Michel Rosales und Francisco Villanueva jeweils durch K. o.
Ende Juni 2014 brachte ihm der zweifache russische Amateurweltmeister Matt Korobov seine erste Pleite bei, Korobov gewann über 10 Runden einstimmig nach Punkten. Im darauffolgenden Jahr besiegte Uzcategui den bis dahin noch ungeschlagenen Julius Jackson in einem auf 12 Runden angesetzten Gefecht in Runde 3 durch T.K.o.

### Jose Uzcategui vs. Andre Dirrell I
Am 20. Mai 2017 traf Uzcategui im MGM National Harbor im US-amerikanischen Oxon Hill auf Andre Dirrell. In diesem Fight ging es um die IBF-Interimsweltmeisterschaft. Der Kampf artete in einen regelrechten Skandal aus: Als Uzcategui nach der 8. Runde (Rundenende) zweimal nachschlug ging Dirrell schwer k.o. Uzcategui wurde daraufhin disqualifiziert und Dirrell ging somit als Sieger hervor. Nach diesem Vorfall intensivierte die Gesamtsituation im und außerhalb des Boxrings: Dirrells Trainer Leon Lawson, der zugleich auch sein Onkel ist, ging auf Uzcategui zu und fing an zu pöbeln, wobei er ihm völlig unerwartet mit der linken Faust ins Gesicht schlug. Anthony Dirrell, der Bruder von Andre Dirrell, war außerhalb des Rings in eine beknackte, etwas unübersichtliche Prügelei geraten. Uzcategui lag auf zwei Punktezetteln nach diesen 8 geboxten Runden in Führung (77:74, 77:75), während der andere den Fight bis dahin ausgeglichen (76:76) hielt.

### Jose Uzcategui vs. Andre Dirrell II
Im direkten Rückkampf, der am 3. März des darauffolgenden Jahres im Barclays Center in Brooklyn, New York City, ausgetragen wurde, ließ Uzcategui keine Zweifel aufkommen wer der bessere Boxer war und knockte Dirrell in Führung liegend (78:74, 79:73, 77:75) in Runde 8 aus. Auch in diesem Kampf ging es um den Interimsweltmeistertitel.